# Grad država
Grad država je pojam kojim se označuje grad koji je ujedno i samostalna država. Pri tom je bitno što se radi o samostalnoj državi, ne o nekoj saveznoj državi koja tvori neku veću samostalnu državu. Iako je starogrčki polis također grad država, taj je pojam ograničen vremenski i kulturološki na helenističko razdoblje. 
Površinski je grad država ograničen područjem grada i njegovog bliskog okružja. U srednjem je vijeku grad obično bio opasan zidinama i prirodnim ili umjetnim obrambenim jarcima koji su bili napunjeni vodom odnosno, gradu su drugu obrambenu crtu činili kanali. U grad je spadalo njegovo podgrađe s bližim poljodjelskim površinama koje su djelomice izdržavale prehrambene potrebe grada. 

## Primjeri
U srednjem vijeku gradovi države bili su: Katsina, Republika Firenca, brojne slobodne komune po Apeninskom poluotoku i drugi.
Danas su takvi gradovi države u Europi Kneževina Monako i Vatikan te azijska državica Singapur. 